# Deltametrina
La deltametrina o Deltamethrin, (C22H19Br₂NO₃) és un piretroide insecticida i acaricida.

## Producció
La deltametrina és un piretroide compost d'un sol estereoisòmer, d'un 8 possible estereoisòmers, es prepara per a l'esterificació de (1R,3R)- o cis-2,2-dimetil-3-(2,2-dibromovinil)àcid ciclopropanocarboxílic amb (alfa,S)- o (+)-alfa-ciano-3-fenoxibenzil alcohol o per recristal·lització selectiva d'èsters d'àcid racèmic obtinguts per esterificació del (1R,3R)- o cis-àcid amb el racèmic o (alfa-R, alfa-S, o alfa-R/S)- o + o − alcohol.

## Control de la malària
La deltametrina té un paper clau pel control dels vectors de la malària, particularment per a Anopheles gambiae, i es fa servir com insecticida de llarga durada en les xarxes contra els mosquits.

## Altres usos
Existeixen molts usos per la deltametrina, des del seu ús en agricultura fins al control d'insectes a les cases.
És un dels components més utilitzats en els insecticides de tot el món i s'ha convertit en un element molt utilitzat per les companyies de desinsectació i pels agricultors. Aquest element és membre d'una de les famílies d'insecticides més segures, els piretroides sintètics. Mientre que pels mamífers aquest insecticida és classificat com segur, és molt tòxic per a la vida aquàtica, particularment els peixos i, per tant, ha de ser utilitzat amb extrema precaució al voltant de zones envoltades d'aigua. Pot passar a la llet materna